# Dystrykt Tharparkar
Dystrykt Tharparkar (urdu: ضِلع تهرپاركر) – dystrykt w południowym Pakistanie w prowincji Sindh. W 1998 roku liczył 914 291 mieszkańców (z czego 54,67% stanowili mężczyźni) i obejmował 163 147 gospodarstw domowych. Siedzibą administracyjną dystryktu jest Mithi.